# 塞尔维亚共和国国防部
塞尔维亚共和国国防部，为塞尔维亚政府中负责国防事务的部门。现任国防部长为布拉蒂斯拉夫·加希奇，2024年5月2日上任。

## 历任国防部长
- 德拉甘·舒塔诺瓦茨, 2006年6月4日至2012年7月27日。
- 亚历山大·武契奇，2012年7月27日至2013年9月2日。
- 亚历山大·武林（英语：Aleksandar Vulin），2017年6月29日至2020年10月28日。
- 内博伊沙·斯特凡诺维奇，2020年10月28日2022年10月26日。
- 米洛什·武切维奇，2022年10月26日2024年5月2日。
- 布拉蒂斯拉夫·加希奇，2024年5月2日上任。